# Grammistes sexlineatus
Grammistes sexlineatus, comúnmente conocido como pez jabón convicto, pez jabón de seis líneas o pez jabón de rayas doradas, entre otros nombres vernáculos, es una especie de pez marino de la familia Serranidae.

## Descripción
Gramistes sexlineatus es un pez de tamaño mediano que puede alcanzar 30 cm  de longitud. Su nombre vernáculo deriva de la forma de su cuerpo que recuerda a un jabón. El color de fondo de su librea es marrón oscuro con un cierto número de líneas blancas a amarillas, máximo seis, horizontales, cuyo número varía según la madurez del animal. Así, los juveniles tienen puntos blancos a amarillos sobre fondo negro y esto hasta un tamaño aproximado de 17,5 mm  de largo. A partir de entonces, los puntos se convierten gradualmente en líneas. Hasta un tamaño de 5 cm, estos jabones tienen tres líneas horizontales. Solo a partir de los 8 cm de largo los individuos adoptan las seis líneas horizontales distintivas. En individuos adultos cercanos al tamaño máximo, estas líneas tienden a separarse para formar pequeñas líneas intercaladas con puntos.

## Distribución y hábitat
El pez jabón convicto está presente en las aguas tropicales y subtropicales de la zona del Indo-Pacífico, es decir, desde las costas orientales de África hasta las islas del océano Pacífico central, incluyendo Hawái, incluido el mar Rojo. Así como desde el sur de Japón hasta el norte de Nueva Zelanda.
Este pez jabón se encuentra en áreas costeras rocosas y coralinas desde la superficie hasta 40-50 metros de profundidad.

## Biología
El pez jabón convicto es un carnívoro nocturno. Durante el día, suele refugiarse en pequeñas cavidades o bajo voladizos. Es solitario y territorial.

## Galería de imágenes

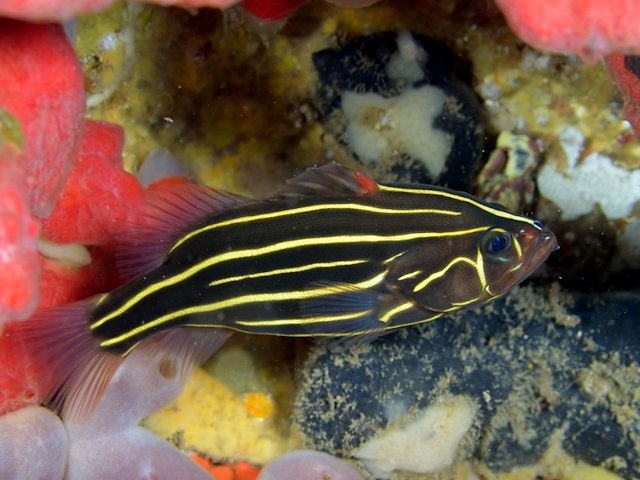
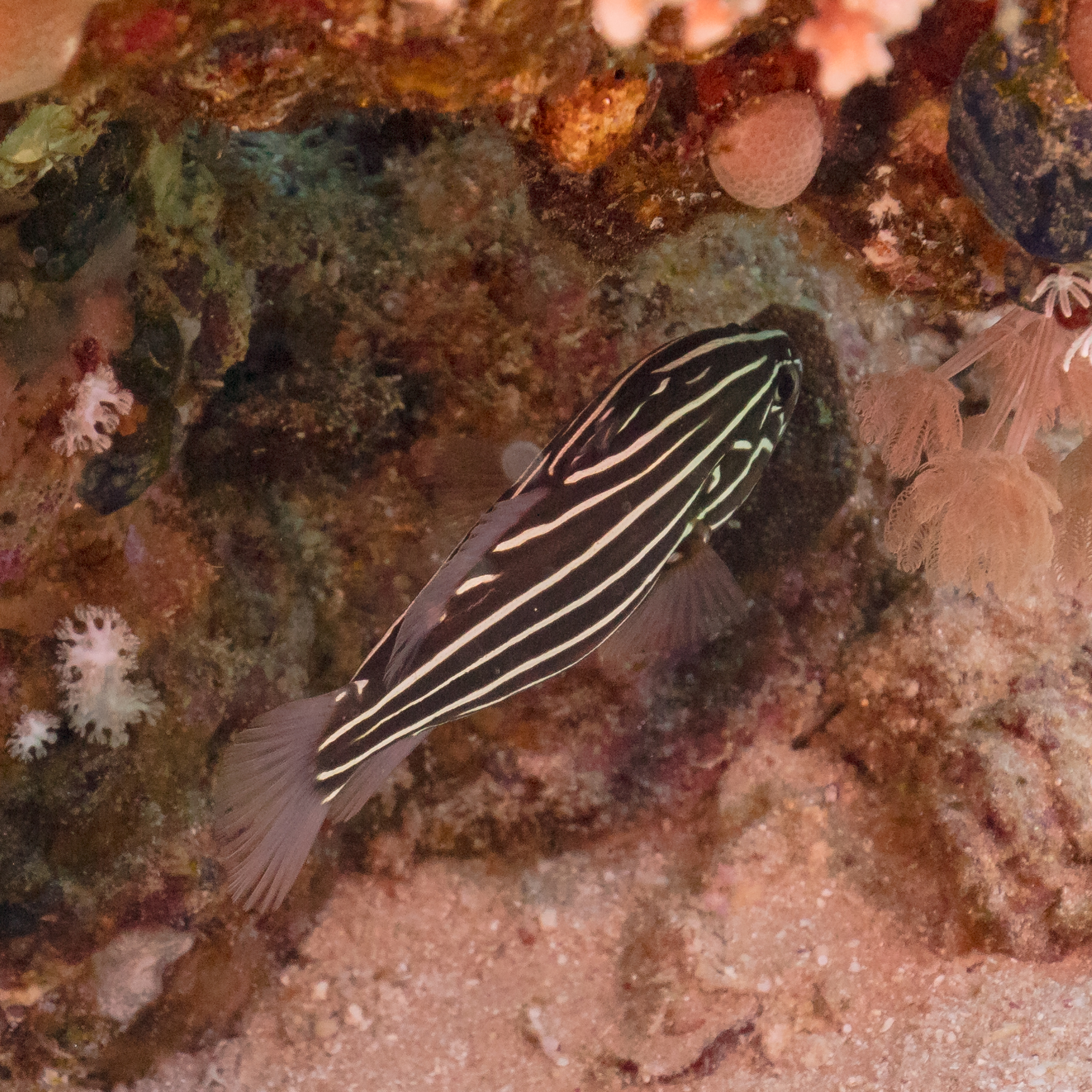
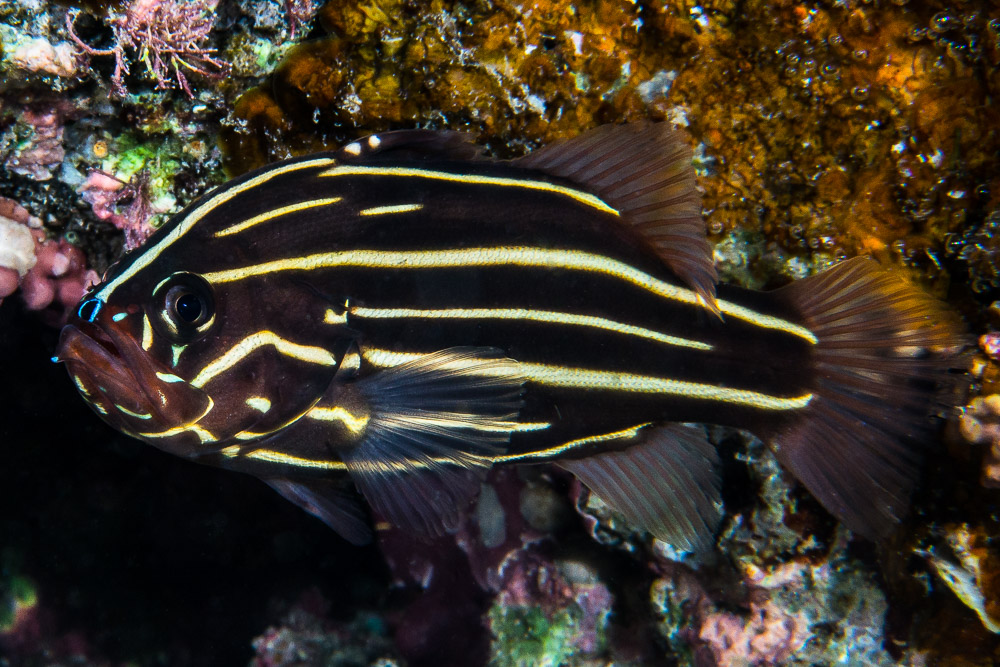
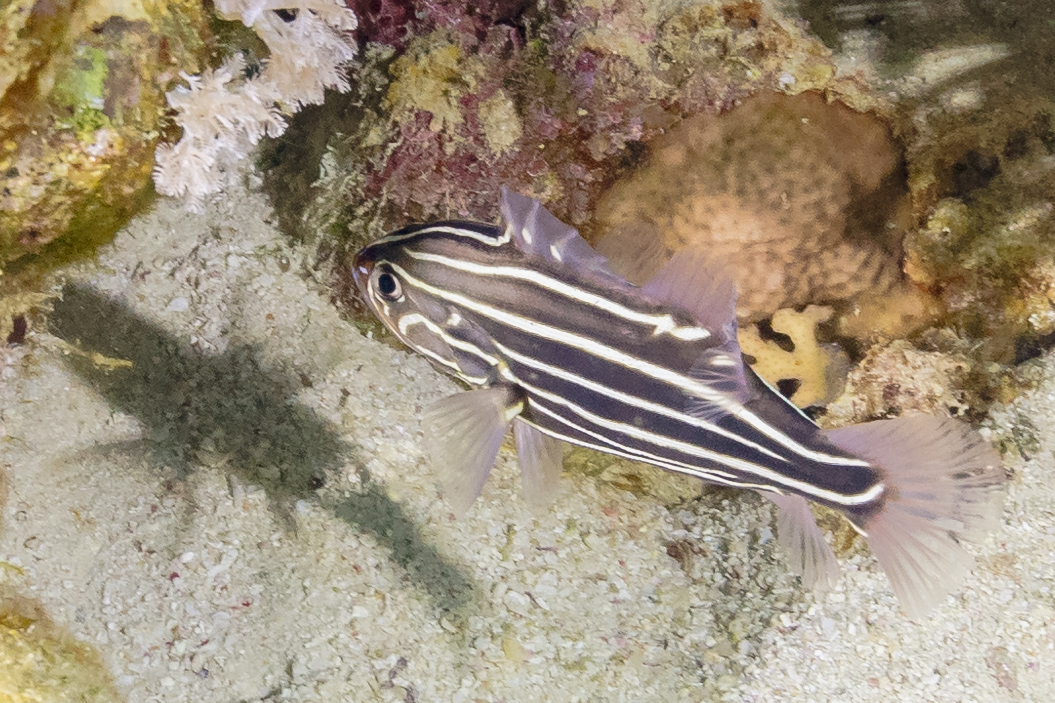
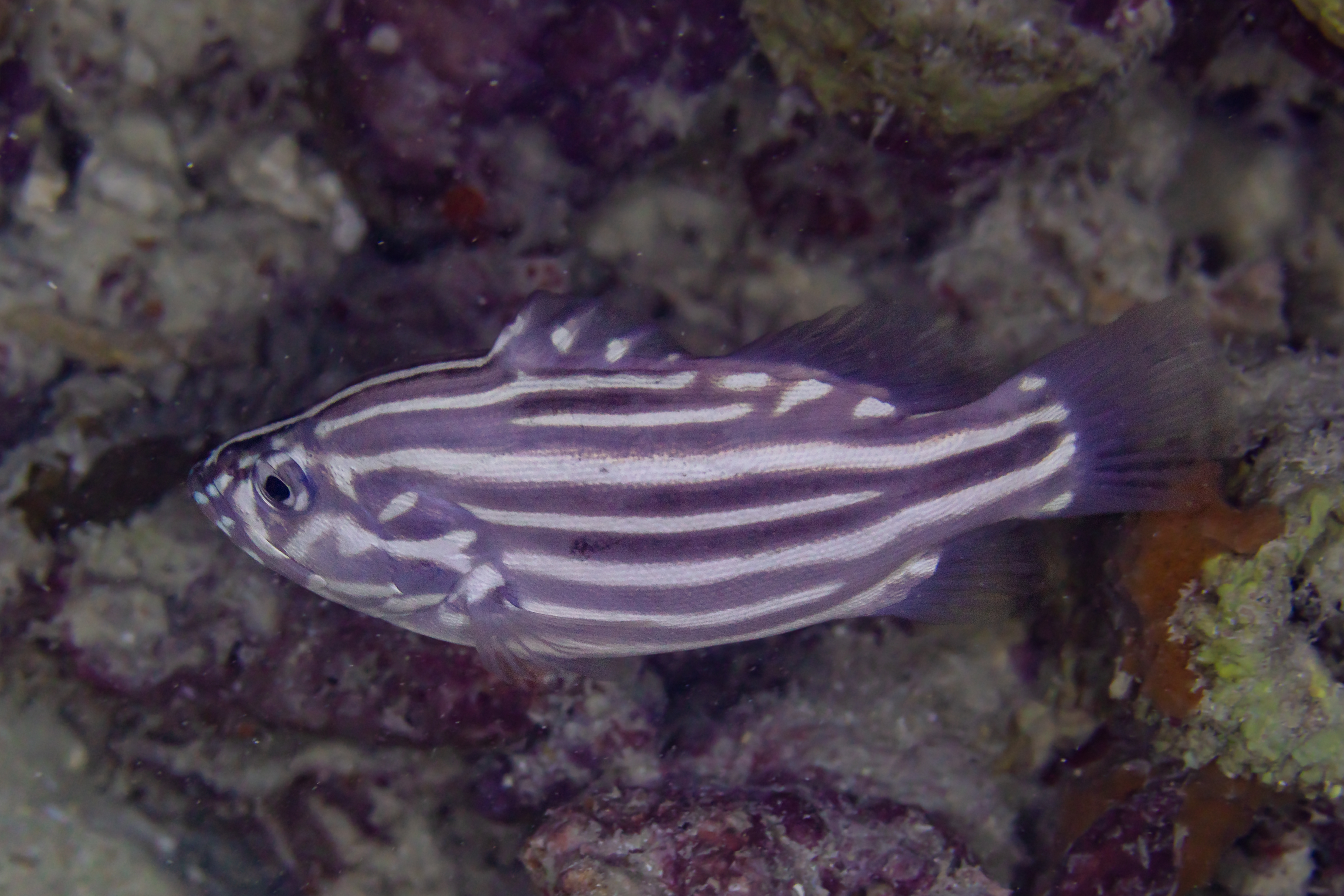